# Phạm Thiên
Phạm Thiên là một vị thiên thần (deva) ở cõi trời Sắc Giới, Phạm Thiên Vương là vua trời tối cao và là chúa tể thiên giới từ trời Phạm thiên Sắc Giới trở xuống trong Phật giáo. Ông được xem là thần bảo vệ giáo lý (dharmapala) và ông chưa từng được mô tả trong các văn bản Phật giáo thời kỳ đầu như một đấng sáng tạo. Trong truyền thống Phật giáo, chính thần Phạm Thiên Sahampati đã xuất hiện trước Đức Phật và cung thỉnh Ngài giảng dạy giáo lý cho nhân gian, một khi Đức Phật đạt được giác ngộ nhưng không chắc liệu mình có nên dạy tri thức cho ai khác hay không.
Phạm Thiên là một phần của vũ trụ học Phật giáo, và là chúa tể của cõi tái sinh trên trời được gọi là Brahmaloka , một trong những cõi cao trong vũ trụ học Phật giáo. Phạm Thiên thường được hiện thân trong văn hóa Phật giáo như một vị thần có bốn mặt và bốn cánh tay, các biến thân của ngài thường xuất hiện trong các nền văn hóa Phật giáo Đại thừa.

## Nguồn gốc và danh pháp

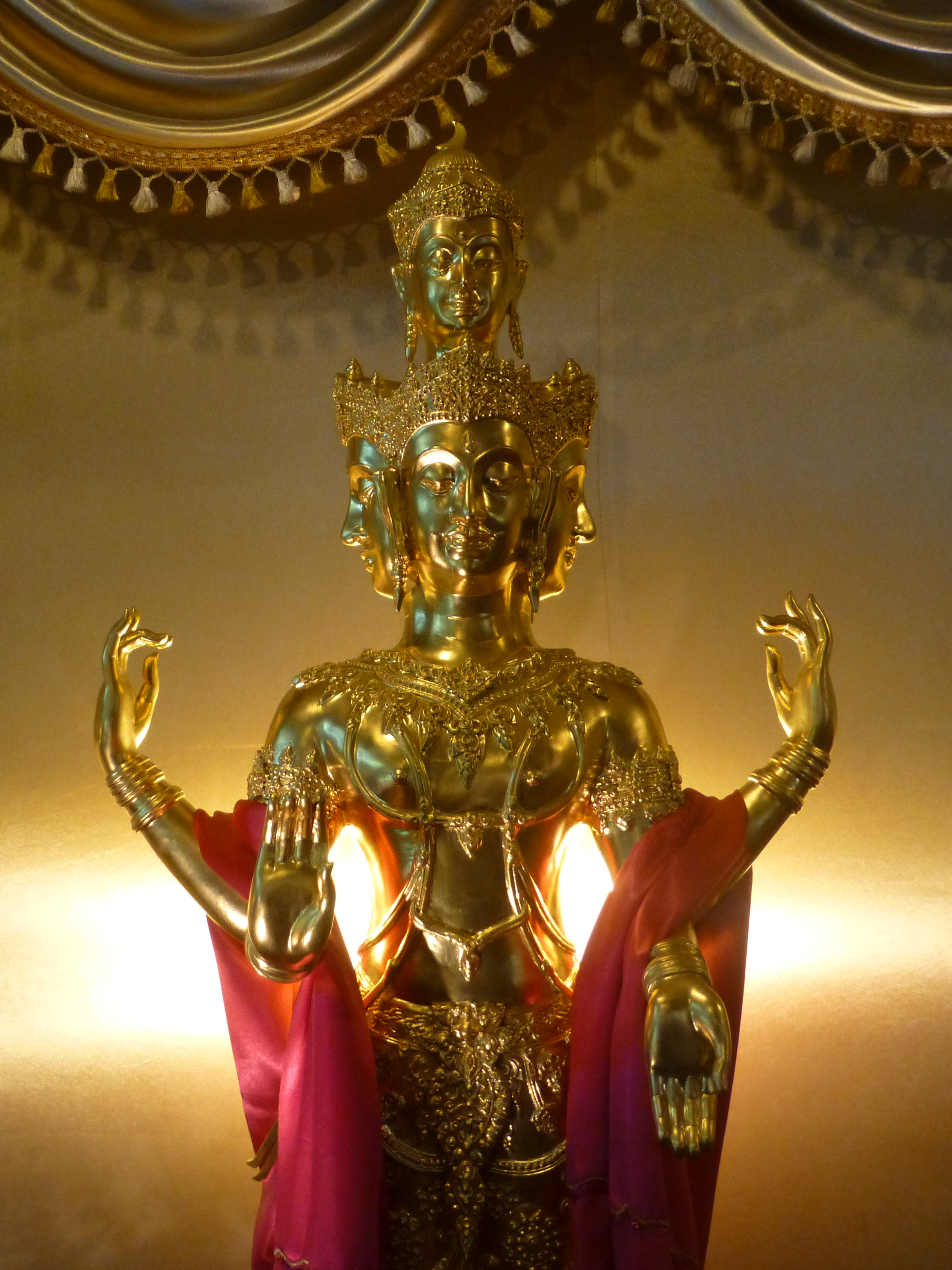
Phạm Thiên (Phra Phrom) tại Wat Yannawa ở Bangkok, Thái Lan